# The Oprah Winfrey Show
The Oprah Winfrey Show (en español: El show de Oprah Winfrey) fue un programa de entrevistas estadounidense, presentado y producido por Oprah Winfrey.
Es el programa de entrevistas diurno más antiguo en los Estados Unidos, con más de 25 temporadas y cientos de emisiones desde que se estrenó el 8 de septiembre de 1986. El programa fue renovado desde entonces hasta su vigesimoquinta temporada transmitida en 2011, en la que Oprah Winfrey decidió poner fin para trabajar en nuevos proyectos lo que incluye su nuevo canal televisivo Oprah Winfrey Network que inauguró el 1 de enero de ese mismo año, el programa tuvo su fin el 25 de mayo de 2011 (celebrando sus 25 años).
Oprah ha sido incluida en la lista de la revista Time como el mejor programa de televisión del siglo XX en 1998. En 2002 entró en el top 50 de los mejores programas estadounidenses de todos los tiempos, publicado por TV Guide.

## El programa
El programa fue muy visto por el público femenino y muchos de los temas tratados penetraron en la conciencia y en la cultura norteamericana muy fácilmente. Los primeros episodios seguían una exploración mucho más sensacionalista, al estilo de Phil Donahue; pero posteriormente se transformó en un programa que levantaba el espíritu que es bastante positivo tratando todo tipo de situaciones en toda clase de personas, marcado por los clubes de libros, las entrevistas a celebridades, los segmentos de perfeccionamiento personal y eventos mundiales, a lo largo de todas sus emisiones el programa tuvo como invitados a numerosas personalidades de todo ámbito como cultura, política, espectáculos y deportes entre otros.

## Wildest dreams
Uno de los segmentos en los dos últimos años fue una gira de "Wildest Dreams" ('Sueños salvajes'), donde la producción se juntaba con la familia de los amigos de personas para conseguir sus sueños, como querer una casa nueva, un encuentro con un cantante favorito o invitado en una serie de televisión.
Durante el estreno de la decimoctava temporada (octubre de 2004), Oprah sorprendió a la audiencia entera presente en el estudio (276 personas), entregando a cada uno un Pontiac G6. Fue muy alabada en el TV Guide como uno de los momentos televisivos más importantes de la historia de Estados Unidos. A pesar de que Oprah recibió el crédito por regalar los automóviles, estos fueron en realidad entregados por Pontiac para publicitar el nuevo modelo. Fue una de las técnicas publicitarias más comentadas y exitosas, una vez que la noticia corrió por el mundo apareciendo en los noticieros. En el año 2005, Tina Turner fue invitada al programa, juntamente con la estrella de Desperate Housewives, Felicity Huffman, para proyectar el sueño de ser una cantante de coro de Tina.

## Temporada final y último programa
El 20 de noviembre de 2009, Oprah Winfrey anunció públicamente que la temporada 25 sería la última del programa. Ella mencionó durante la transmisión: “Amo este programa, este programa ha sido mi vida, y lo amo suficientemente para saber cuándo es hora de despedirse. Veinticinco años se sienten en mis huesos y se sienten directo en mi espíritu. Es el número perfecto, la hora exacta. Así que espero que tomen este camino de 18 meses conmigo hacia la recta final.”
La temporada final estuvo acompañada por muchos eventos anunciados por Oprah Winfrey de los que participó el público y celebridades de muchos ámbitos que acompañaron a Winfrey a lo largo de las emisiones especiales.
El 13 de septiembre de 2010 comenzó la temporada final y Winfrey abrió la primera transmisión con su invitado especial y gran amigo John Travolta. Al final del programa Oprah Winfrey anunció que seleccionaría 300 invitados del público para acompañarla a unos programas en Australia y que Travolta sería el piloto. 
El 11 de diciembre de 2010 Oprah llegó a Australia para una serie de programas especiales en Sídney que incluyó uno en la Ópera House que tuvo como invitados especiales a los actores australianos Hugh Jackman y Nicole Kidman y a los cantantes Bono y Olivia Newton-John.
El 14 de abril de 2011 el programa comenzó la cuenta regresiva de 30 días para su final. 
En esta cuenta regresiva Winfrey tuvo un evento especial titulado “Surprise Oprah! A Farewell Spectacular” realizado en el United Center de Chicago con más de trece mil personas y la asistencia de mega celebridades que despidieron el programa de la presentadora como Michael Jordan, Tom Cruise, Katie Holmes, Aretha Franklin, Madonna, Tom Hanks, Beyonce, Halle Berry, Tyler Perry, Queen Latifah y Jamie Foxx entre muchos otros.
En el evento Madonna dijo que Oprah es su heroína “Es una mujer que se hizo a sí misma y que ha estado a lo alto de su juego durante 25 años… y todavía está pateando traseros”. Will Smith y su esposa Jada Pinkett Smith dijeron: “No tienes hijos propios, pero has criado a millones”. “Oprah Winfrey, hoy estás rodeada de amor”, “…la gente sólo quiere decir gracias por lo que The Oprah Winfrey Show ha significado para sus vidas” dijo Tom Hanks, “Tú fuiste mi inspiración” afirmó el exbasquetbolista Michael Jordan.  
El miércoles 25 de mayo de 2011 el programa tuvo su emisión final, mientras que en otros programas al llegar a su última emisión llevan invitados especiales o se despiden con algún evento especial. Oprah decidió no entrevistar a nadie, no invitar a ningún famoso y no hacer nada especial, solo dedicó toda la transmisión a dar las gracias al público por su preferencia y tantos años en el aire.
- Datos: Q694106
- Multimedia: The Oprah Winfrey Show / Q694106